# محراب التهجد

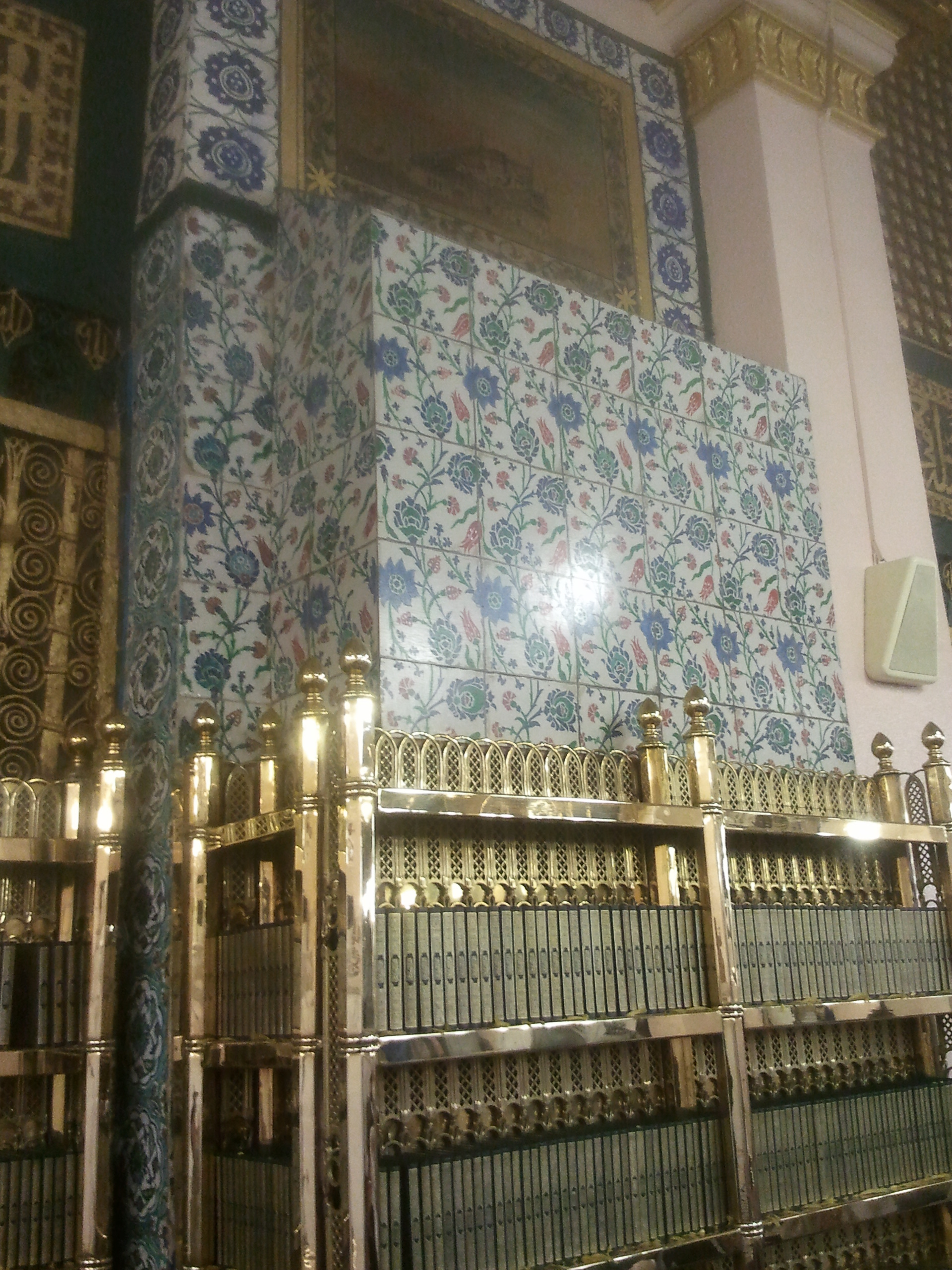
محراب التهجد

محراب التهجد أحد محاريب المسجد النبوي الستة , يقع شمال الحجرة الشريفة وخلف حجرة السيدة فاطمة الزهراء خارج المقصورة الشريفة ، يقال أنه متهجد الرسول , وقد جدد هذا المحراب في عمارة السلطان عبد المجيد الأول ، وكان عبارة عن قطعة واحدة منحوتة ، وهو من الحجر الأحمر وكتب عليه آية التهجد : ومن الليل فتهجد به نافلة لك عسى أن يبعثك ربك مقاماً محموداً.